# Isabelle Carré
Isabelle Carré (sinh ngày 28 tháng 5 năm 1971) là một nữ diễn viên Pháp, người đã xuất hiện trong hơn 40 bộ phim từ năm 1989. Cô giành được giải César cho Nữ diễn viên xuất sắc nhất cho vai diễn trong phim Se souvenir des belles choses (2001), được đề cử giải César trong 6 phim khác: Beau fixe (1992), Le Hussard sur le toit (1995), La Femme défendue (1997), Les Sentiments (2003), Entre ses mains (2005) và Anna M. (2007).

## Các phim và phim truyền hình đã đóng
- 1985: Paulette, la pauvre petite milliardaire
- 1988: Romuald et Juliette: Valérie
- 1990: La Reine blanche: Annie
- 1990: Le Blé en herbe - TV film
- 1991: La reine blanche
- 1992: Beau fixe: Valerie
- 1992: Dober Man - an employee
- 1995: Le Hussard sur le toit: tutor
- 1995: Beaumarchais, l'insolent: Rosine
- 1995: Belle époque - Mini-series TV: Laure
- 1995: La Musique de l'amour: Robert et Clara - TV film: Clara Schumann
- 1996: Les Sœurs Soleil: Murielle
- 1996: Tout ce qui brille - TV film
- 1997: La Femme défendue: Muriel
- 1997: Viens jouer dans la cour des grands - TV film: Babette
- 1998: Superlove: Marie-Hélène
- 1998: La Mort du chinois: Lise
- 1998: Sentimental Education
- 1998: Les Enfants du marais: Marie
- 1999: La Bûche: Annabelle
- 1999: Les Enfants du Siècle: Aimée d'Alton
- 1999: L'Envol: Julie
- 1999: Le Cocu magnifique - TV film: Stella
- 2000: Bella Ciao: La Liberté, Marie
- 2000: Ca ira mieux demain: Marie
- 2000: J'peux pas dormir... - Julie
- 2001: A la folie, pas du tout: Rachel
- 2001: Se souvenir des belles choses: Claire Poussin
- 2001: Mercredi folle journée: Antonella Lorca
- 2002: La Légende de Parva: Parva (voice)
- 2002: Le Fils de boucle d'or
- 2002: Les Kubricks
- 2002: Les Sentiments: Edith
- 2002: Eros Thérapie: Catherine Hoffmann
- 2002: Toute une histoire -
- 2002: Un Jour dans la vie du cinéma français - Documentary, herself
- 2003: Holy Lola: Géraldine
- 2004: Entre ses mains: Claire Gauthier
- 2004: L'Avion: Catherine
- 2005: Premiers pas - Documentary, herself
- 2005: Entre ses mains: Claire
- 2006: Quatre Etoiles: France "Franssou" Dumanoir
- 2006: Petites peurs partagées: Imogen
- 2006: Cœurs: Gaëlle
- 2007: Anna M.: Anna M.
- 2007: Le Renard et l'Enfant
- 2009: Tellement Proches by Eric Toledano, Olivier Nakache
- 2010: The Refuge by François Ozon: Mousse
- 2010: Les émotifs anonymes by Jean-Pierre Améris, direction /script
- 2011: Rendez-vous avec un ange by Yves Thomas và Sophie de Daruvar: Judith
- 2011: Des vents contraires by Jalil Lespert